# دوز جیردخان
دوز جیردخان (به لاتین: Düz Cırdaxan) یک منطقه مسکونی در جمهوری آذربایجان است که در شهرستان تووز واقع شده است. دوز جیردخان ۲۶۸۱ نفر جمعیت دارد.